# Cerapachys vespula
Cerapachys vespula é uma espécie de abelha do gênero Cerapachys.